# Nathan Kimball
Nathan Kimball (22 november 1822 – 21 januari 1891) was een dokter, politicus, postmeester en militair. Hij diende tijdens de Mexicaans-Amerikaanse Oorlog en was een generaal in het Noordelijke leger tijdens de Amerikaanse Burgeroorlog. Hij was de eerste bevelhebber van de veteranenorganisatie Grand Army of the Republic in Indiana.

## Vroege jaren
Nathan Kimball werd geboren in Fredericksburg, Indiana op 22 november 1822. Hij ging naar een basisschool in een klein landelijk gehuchtje. Later ging hij naar de Washington County Seminary en tussen 1839 en 1841 volgde hij les aan de Indiana Asbury College (het huidige DePauw University). Hij studeerde in 1844 medicijnen bij zijn schoonbroer aan de medische faculteit van de University of Louisville. Na zijn studies opende hij een privépraktijk in Salem en Livonia in Indiana. Op 22 september 1845 huwde hij met Martha A. McPheeters in Washington County. Het koppel kreeg een zoon, James.
Toen de Mexicaans-Amerikaanse Oorlog uitbrak, gaf dr. Kimball zich op als vrijwilliger. Hij rekruteerde de 2nd Indiana Infantry in Livonia. Hij werd benoemd tot kapitein. Hij kreeg een onderscheiding na de Slag bij Buena Vista. Hij kon zijn eenheid hergroeperen en de linie houden terwijl de rest van het regiment al  gevlucht was. Hij werd eervol ontslagen in juni 1847. Hij keerde terug naar zijn dokterspraktijk die hij uitbreidde naar Loogootee in Indiana. Hij werd niet verkozen voor de Senaat van de staat Indiana toen hij opkwam voor de Whig Party in 1847. Zijn vrouw overleed begin 1850. In augustus huwde Kimball met Emily McPeeters. In 1852 verloor hij opnieuw een verkiezing, nu voor presidentieel kiesman. Kort nadat de Republikeinse Partij werd opgericht in 1854 trad Kimball al snel toe als lid. Zijn dokterspraktijk bloeide als nooit te voren en kreeg hierdoor een goede reputatie in de regio.

## De Amerikaanse Burgeroorlog
Bij het uitbreken van de Amerikaanse Burgeroorlog nam Kimball opnieuw vrijwillig dienst. Hij rekruteerde een compagnie in Indiana. Gouverneur Oliver P. Morton benoemde Kimball tot kolonel van het 1.143 man tellende 14th Indiana Infantry op 7 juni 1861. Hij voerde zijn regiment aan in West Virginia. In de herfst namen ze deel aan hun eerste veldslag bij Cheat Mountain.
In maart 1862 vocht zijn regiment in de Shenandoahvallei. Tijdens de Eerste Slag bij Kernstown was hij bevelhebber van een brigade. Tijdens de tweede dag van de strijd nam hij tijdelijk het commando over van een divisie van de gewonde brigadegeneraal James Shields. Hij voerde een succesvolle tegenaanval uit en kon Stonewall Jackson terugduwen. Dit was één van de eerste tegenslagen die Jackson te verduren kreeg. Voor zijn prestatie werd Kimball bevorderd tot brigadegeneraal op 16 april 1862. Met de Noordelijke tactische overwinning bij Kernstown had Kimball een cruciale rol gespeeld in een tegenslag voor Jackson en Robert E. Lee.
In juli 1862 bracht hij zijn regiment, de 8th Ohio Infantry, en de 7th West Virginia Infantry naar het Army of the Potomac. Kimball kreeg nog de 4th Ohio Infantry toegevoegd aan zijn brigade en werd kort in Fort Monroe gelegerd. Op 1 september dekte hij de aftocht van John Pope na de Noordelijke nederlaag bij Bull Run. In de daaropvolgende Marylandveldtocht voerde Kimball het bevel over de eerste brigade van William H. Frenchs derde divisie in het II Corps.  Zijn manschappen vormden de rechterflank van de divisie tijdens de verschillende aanvallen op de Sunken Road. Er vielen meer dan 600 doden en gewonden. Ondanks zware verliezen slaagden ze er toch in om de Zuidelijken weg te duwen. Ze maakten 300 krijgsgevangenen en veroverden verschillende vlaggen. Zijn brigade kreeg de naam "Gibraltar Brigade" omdat ze goed vochten ondanks zwaar vijandelijk tegenstand.
In december kreeg ook Kimballs brigade het bevel van Ambrose Burnside om Marye's Heights aan te vallen tijdens de Slag bij Fredericksburg. Tijdens één van de vele frontale aanvallen raakte Kimball gewond aan zijn dij. Hij diende te revalideren voor de rest van de winter en een groot deel van de lente in 1863. Kolonel Samuel S. Carroll werd tijdelijk aangesteld als bevelhebber van de Gibraltar Brigade. Begin 1863 werd Kimball genomineerd om Luitenant gouverneur te worden van Indiana. Hij sloeg deze nominatie af omdat hij in het leger wou blijven.
Toen hij voldoende hersteld was van zijn verwondingen werd Kimball naar het westelijke front gestuurd. In juni 1863 meldde hij zich aan in Corinth (Mississippi). Hij kreeg het bevel over een divisie in het XVI Corps. Zijn divisie was één van de drie die naar Vicksburg gestuurd werd. Bij aankomst waren de felste gevechten reeds voorbij. In september werd het grootste deel van Kimballs divisie naar Arkansas gestuurd. Daar werd het deel van het VII Corps. Hij vormde de achterhoede tijdens de Camdenveldtocht.
In april 1864 kreeg Kimball het bevel om zich te melden bij William T. Sherman die een goede vriend zou worden. Begin mei 1864 kreeg Kimball het bevel over een brigade in het IV Corps bij het begin van de Atlantaveldtocht. Na de Slag bij Peachtree Creek in juli kreeg Kimball een divisie onder zijn bevel in hetzelfde korps.
Hij keerde op vraag van gouverneur Morton terug naar Indiana om de Knights of the Golden Circle te onderdrukken. In de late herfst keerde hij terug in actieve dienst en diende hij als een divisiecommandant in de slagen bij Franklin en Nashville. Hij kreeg de rang van gebrevetteerd generaal-majoor op 1 februari 1865 en werd eervol ontslagen uit het leger op 24 augustus 1865.

## Latere jaren
Kimball keerde na de oorlog terug naar Indiana. Hij werd de eerste aanvoerder van de net opgerichte veteranenorganisatie Grand Army of the Republic. Ook zijn politieke loopbaan kende succes. In 1867 werd hij verkozen tot State Treasurer waarbij zijn focus vooral op het hervormen van het bankwezen lag. Hij werd herkozen in 1868. Hij werd opgenomen in de loge van Mount Pleasant in Indiana. Kimball werd in 1873 verkozen tot het Huis van Afgevaardigden van Indiana voor Marion County. Hij werd door zijn voormalig bevelhebber Ulysses S. Grant benoemd tot Surveyor General (officieel landmeter) voor het Utah-territorium in 1873. Hij oefende deze functie uit tot in 1878. Het jaar daarna benoemde de Amerikaanse president Rutherford B. Hayes Kimball tot postmeester in Ogden (Utah). Hij zou deze functie blijven uitoefenen tot aan zijn dood in 1898. Kimball werd begraven in Aultorest Memorial Park in Ogden.
In 1915 werd in het Vicksburg National Military Park een bronzen borstbeeld van Kimball onthuld.